# Ain Zaatout
Ain Zaatout (arabe: عين زعطوط) est le nom administratif du village d'Ah Frah (arabe: Beni Farah, Beni Ferah ou Beni Frah pour بني فرح) en Algérie.
Le village est situé à 35,14° Nord et 5,83° Est entre les wilayas (départements) de Biskra et Batna au sud du massif montagneux des Aurès. Ah Frah a une population d'environ 5 000 habitants. Essentiellement peuplé de chaouis, peuple berbère, la langue courante est le Chaoui (dialecte berbère), dans une variante distinctive.
Ain Zaatout a une superficie totale de 171.19 km².